# سيف العرب القذافي
سيف العرب معمر القذافي (7 أغسطس 1981 - 30 أبريل 2011)، هو الابن السادس للعقيد معمر القذافي رئيس ليبيا. في 30 أبريل 2011، أعلنت الحكومة الليبية عن وفاة سيف العرب وثلاثة من أحفاد القذافي في غارة شنها الناتو على باب العزيزية أثناء الثورة الليبية. ويعتبر سيف العرب أقل أبناء القذافي ظهورا.

## حياته
ولد سيف العرب في 7 أغسطس 1981 في العاصمة طرابلس. والده العقيد معمر القذافي، ووالدته صفية فركاش، ثاني زوجات القذافي. جرح سيف العرب أثناء الغارة الأمريكية على ليبيا عام 1986، حيث كان في الرابعة من عمره ودرس في جامعة ميونخ الألمانية وتخرج منها سنة 2004 ويعتبر أقل أبناء القذافي ظهورًا.

## مقتله
توفي سيف العرب معمر القذافي في يوم السبت 30 أبريل 2011 عن عمر ناهز 30 سنة إثر تعرضه لغارة جوية في منزله بغرغور في طرابلس من قبل حلف الأطلسي قبله بأربعة أيام بقي على إثره في المستشفى إلى أن تُوفي.